# 材木町 (上田市)
材木町（ざいもくちょう）は、長野県上田市の町丁。現行行政地名は材木町一丁目から二丁目。住居表示実施地域。郵便番号は386-0014。

## 概要
上田市の上田地区に属する。昭和48年（1973年）の住居表示事業により、大字常入、大字古里の各一部から成立。北は中央、中央北、東は大字古里、南は常入、常田、西は中央に隣接する。中央部を国道18号が通る。

## 世帯数と人口
2021年（令和3年）12月1日現在の世帯数と人口は以下の通りである。
| 町丁   | 世帯数  | 人口    |
| ------ | ------- | ------- |
| 材木町 | 706世帯 | 1,381人 |

## 小・中学校の学区
市立小・中学校に通う場合、学区は以下の通りとなる。
| 番地 | 小学校           | 中学校             |
| ---- | ---------------- | ------------------ |
| 全域 | 上田市立東小学校 | 上田市立第一中学校 |

## 施設
- 長野県上田合同庁舎
  - 上田地域振興局
  - 上田建設事務所
  - 東信県税事務所(上田事務所）
  - 上田保健福祉事務所
  - 東信消費生活センター
- 上田市立上田図書館
- 長野県上田点字図書館
- 上田市立東小学校
- 長野県建設業協会上小支部（1丁目2-31）[6]
- 上田小県歯科医師会（1丁目3番6号、法人番号：7100005010647）

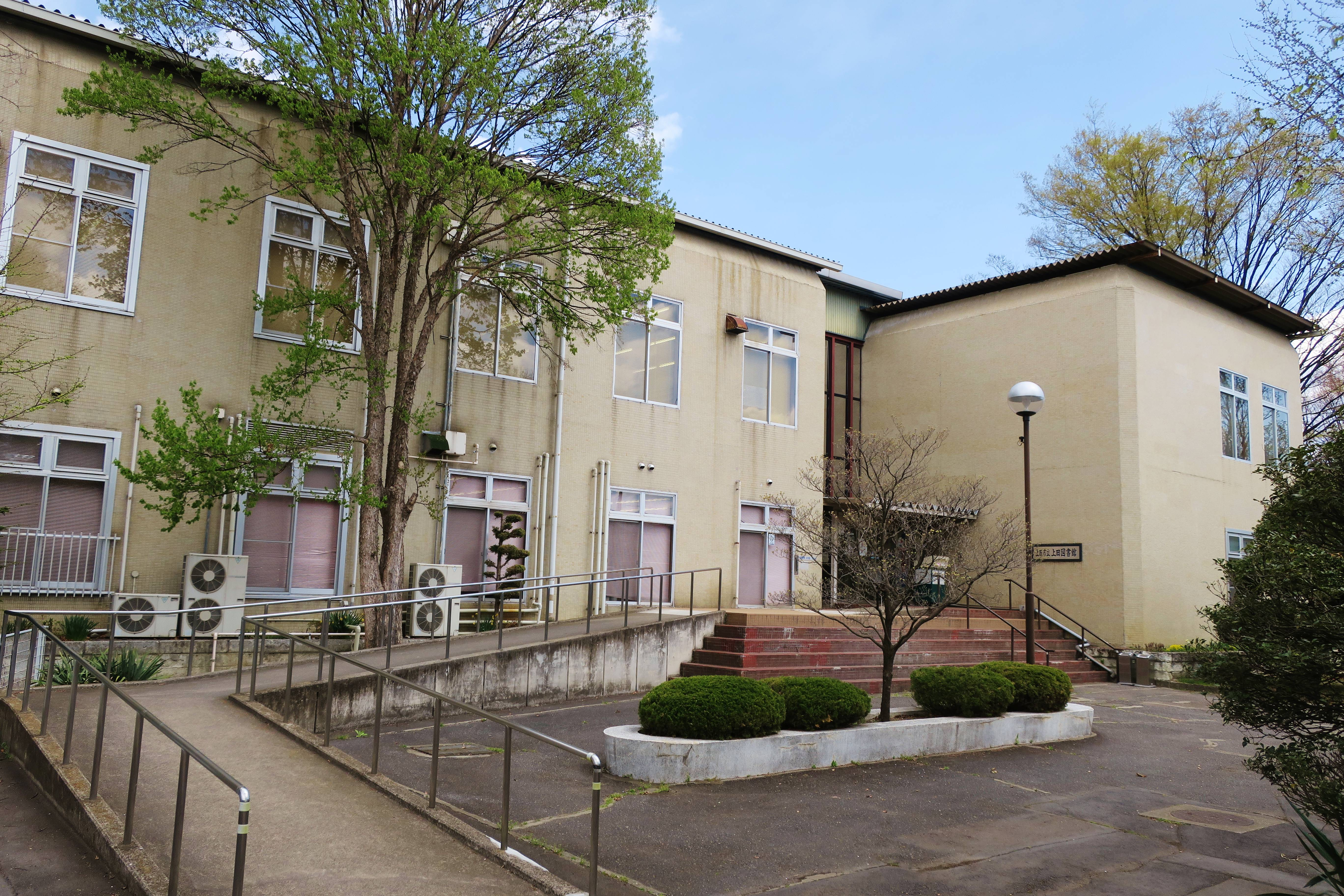
上田市立上田図書館
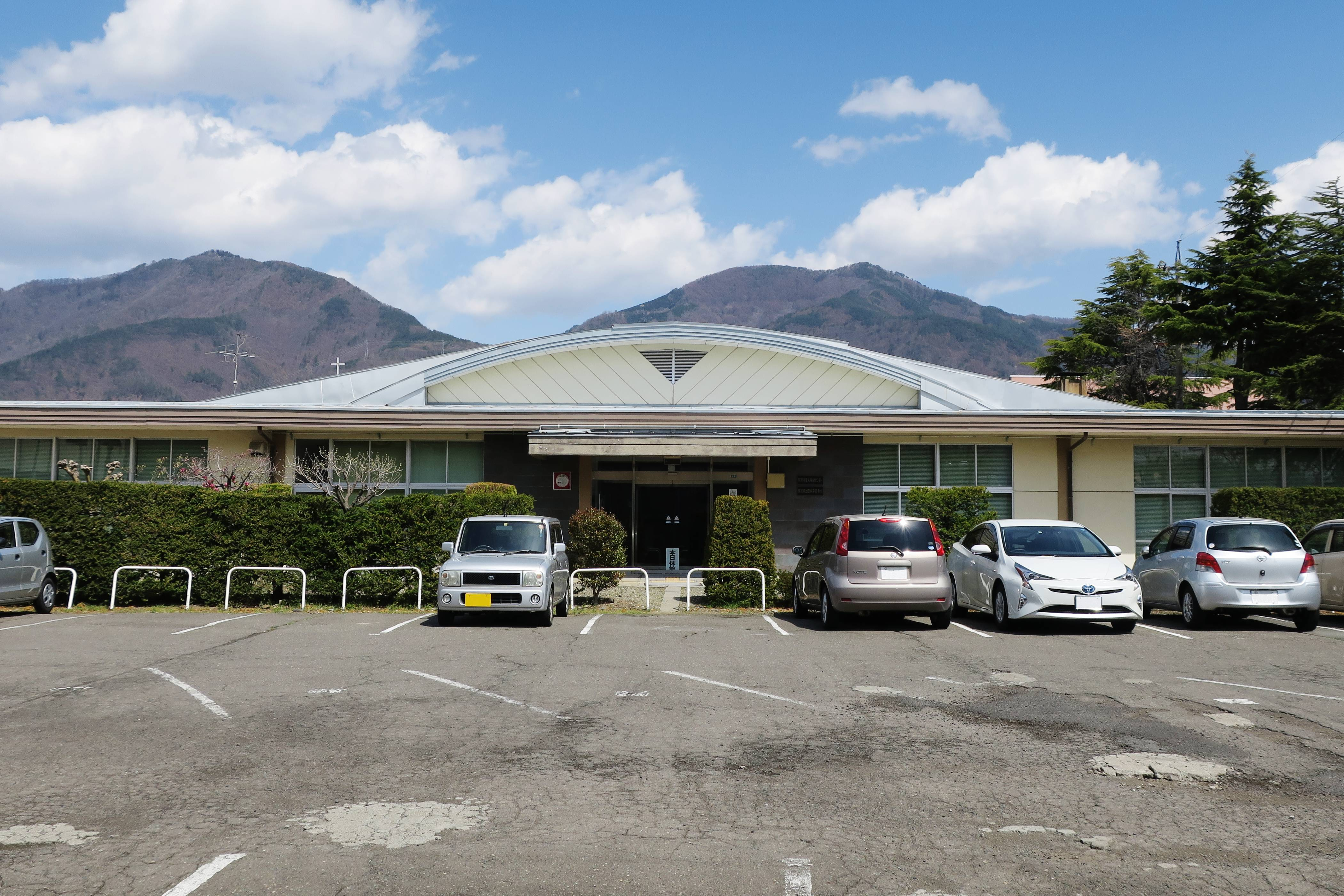
長野県上田点字図書館
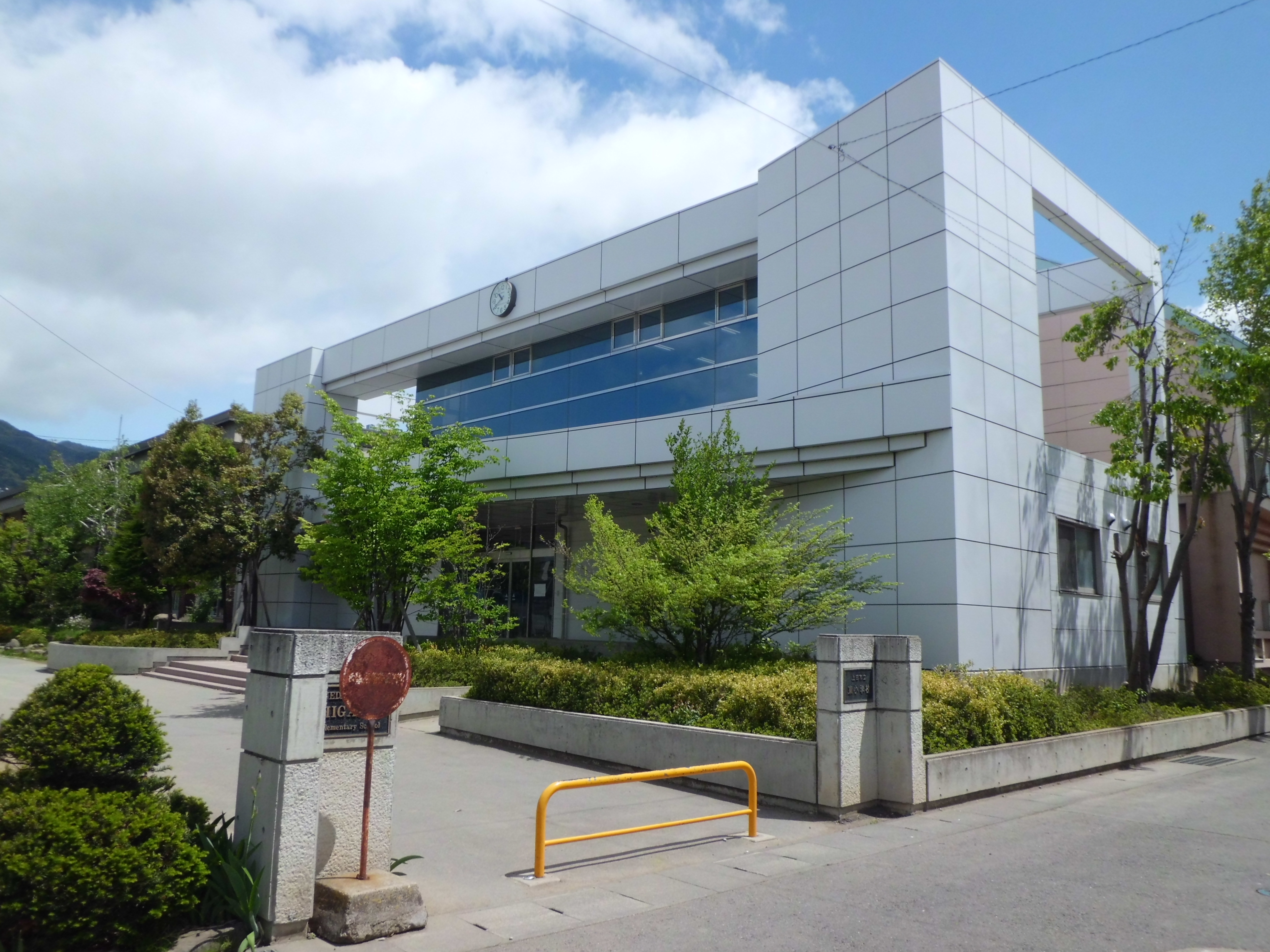
上田市立東小学校
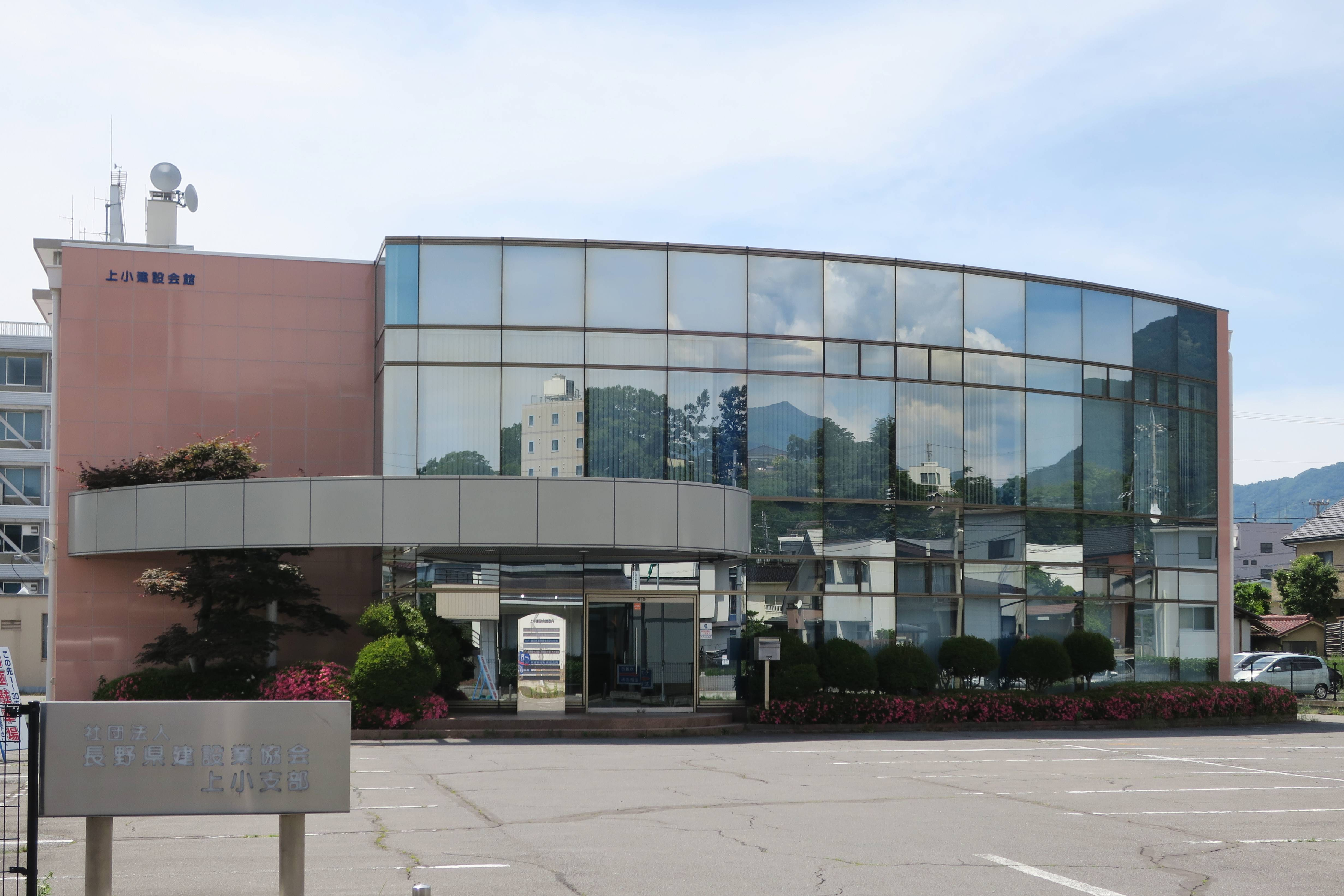
上小建設会館
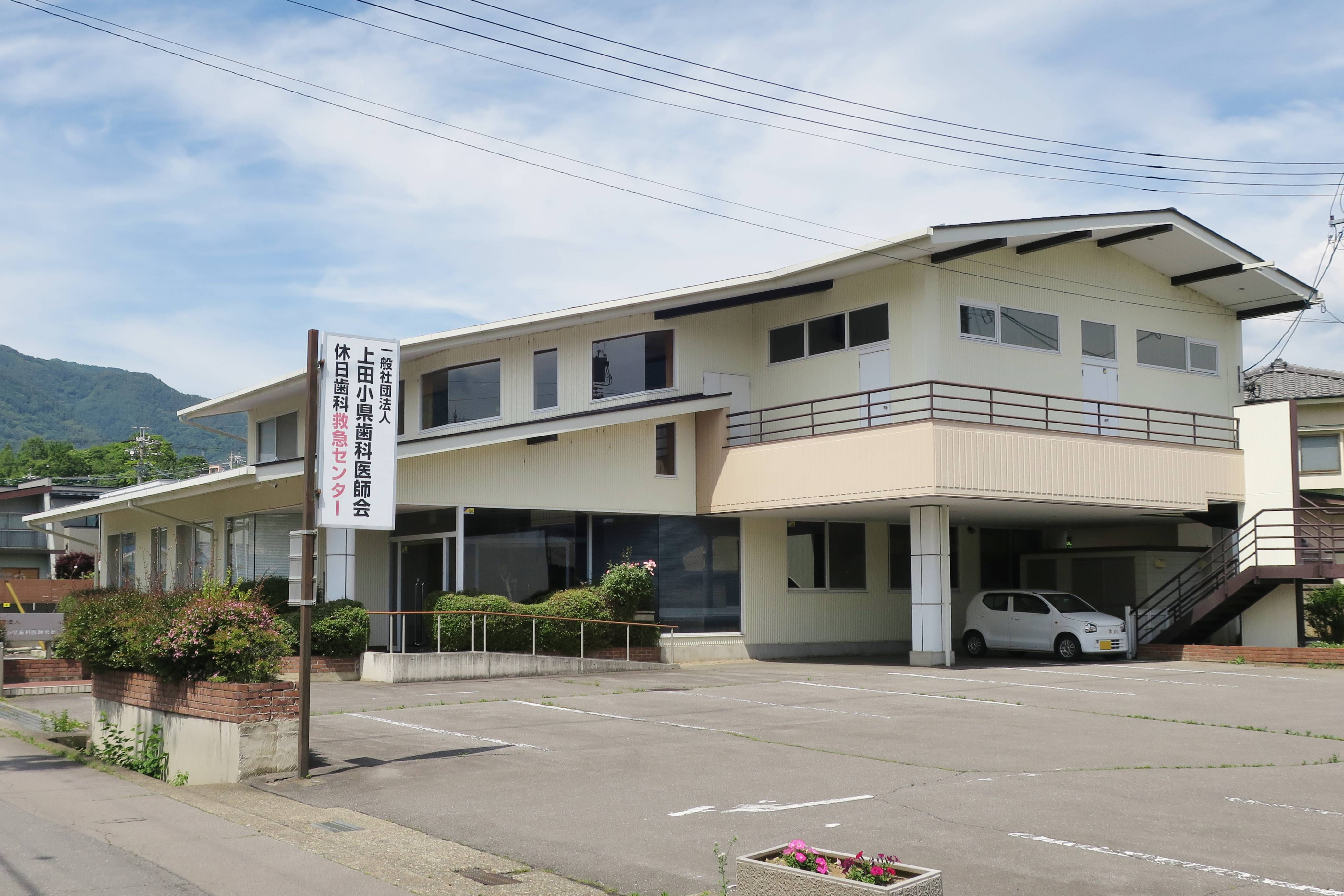
上田小県歯科医師会館（休日歯科救急センター）